# 鴆毒
鴆毒（ちんどく）は、鴆と呼ばれる空想上の鳥の羽の毒。猛毒であったとされ、後世にはそのような猛毒、あるいは毒物の総称として用いられ、害毒の比喩表現としても用いられた。あるいは酖毒とも書く。
一説には、パプアニューギニアに住むピトフイという毒鳥と同種の絶滅種の羽ともいうが、実際には亜ヒ酸との説が有力である。

## 文献における鴆毒
経書『周礼』の中に鴆毒の作り方と思われる記述がある。
まず、五毒と呼ばれる毒の材料を集める。
1. 雄黄（ゆうおう） - ヒ素硫化物[4]
2. 礜石（よせき） - 硫砒鉄鉱
3. 石膽（せきたん） - 硫酸銅(II)
4. 丹砂（たんしゃ） - 辰砂（硫化水銀(II)）
5. 慈石（じしゃく） - 磁鉄鉱（四酸化三鉄）

この五毒を素焼きの壺に入れ、その後三日三晩かけて焼くと白い煙が立ち上がるので、この煙でニワトリの羽毛を燻すと鴆の羽となる。さらにこれを酒に浸せば鴆酒となるという。
煙で羽毛を燻るのは、気化した砒素毒の結晶を成長させることで毒を集める、昇華生成方法の一種ではないかと思われる。日本でも、亜砒焼きと呼ばれた同様の三酸化二ヒ素の製造法が伝わっている。
『史記』における記述として、呂不韋は鴆の羽を酒に浸した鴆酒（ちんしゅ）を飲み、自殺したとされる。
日本における記述として、『続日本紀』天平神護元年（765年）正月7日条に、「鴆毒のような災いを天下に浸み渡らせ」という表現が見られる他、軍記物である『太平記』巻第三十や『関八州古戦録』巻十に記述があり（関連項目も参照）、『土佐物語』巻第六にも、永禄年間の事として、「潜（ひそか）に城中の井水に鴆毒を入れ」というくだりがあり、これにより気絶する者が続出したと記述されている（死者についての記述はない）。

## 注
1. ↑  “鴆毒”. 精選版 日本国語大辞典（コトバンク所収）. 2022年4月4日閲覧。
2. ↑  “鴆毒”. 普及版 字通（コトバンク所収）. 2022年4月4日閲覧。
3. ↑  和泉堯己, 富士川龍郎「鴆鳥考 : 鴆の正体はニューギニアピトフイか」『比治山大学現代文化学部紀要』第2号、比治山大学現代文化学部、1996年3月、141-151頁、CRID 1050295757691209344、ISSN 1343-358X。
4. ↑  現在の中国語では「雄黄」は鶏冠石を意味する。
5. ↑  渡邉義浩 『春秋戦国』 洋泉社 2018年p.145.